# Pepe Martí
Josep Maria Martí Sobrepera (Barcelona, 13 de junho de 2005), mais conhecido como Pepe Martí, é um automobilista espanhol que atualmente compete no Campeonato de Fórmula 2 da FIA pela equipe Campos Racing.

## Biografia
Josep Maria Martí Sobrepera nasceu em Barcelona, sendo filho de Josep Maria Martí Escursell, presidente da Moventis, empresa catalã de transporte público e privado fundada por seu bisavô há mais de cem anos, e de Montse Sobrepera, entusiasta do automobilismo. Pepe, como é carinhosamente chamado, entrou no automobilismo por influência de sua mãe Montse e de sua família materna. Apesar de seu pai não ser do mundo do automobilismo, ele o apoia, com a empresa de sua família sendo uma das patrocinadoras de sua carreira. Martí relatou ter sofrido com bullying de seus colegas de escola entre seus sete e onze anos, por conta de sua forma física e do seu sotaque inglês acentuado.
Pepe tem como seu ídolo o bicampeão de Fórmula 1 Fernando Alonso, que também é dono da A14 Management, empresa que cuida da carreira do jovem piloto desde 2022.

## Carreira

### Kart
Martí começou a competir no kart aos onze anos, sendo da Tony Kart e posteriormente, sendo campeão espanhol da classe Junior pela equipe de Fernando Alonso. Em 2020, foi sétimo no Mundial de Kart.

### Fórmula 4
Martí fez sua estreia em monopostos em janeiro de 2021, no Campeonato de Fórmula 4 dos Emirados Árabes Unidos, sendo um dos nove pilotos da Xcel Motorsport. Martí acabou vencendo apenas uma vez em Yas Marina e se classificando em sétimo, com 135 pontos, estando 184 pontos atrás do campeão Enzo Trulli, e sendo superado também por seus companheiros de equipe Dilano van 't Hoff, Kirill Smal, Tasanapol Inthraphuvasak e Jamie Day.
Mais tarde no ano, ele competiu na Fórmula 4 Espanhola com a Campos Racing, quando a equipe valenciana fez sua estreia no campeonato. Ele venceu duas corridas em Aragão e travou uma luta ao longo da temporada pelo segundo lugar com o companheiro de equipe Sebastian Øgaard, terminando em terceiro, atrás de Øgaard e do campeão Dilano van 't Hoff.

### Fórmula Regional
Martí começou o ano de 2022 disputando o Campeonato de Fórmula Regional Asiática com a equipe irlandesa-filipina Pinnacle Motorsport, ao lado do rival da Fórmula 4, Dilano van 't Hoff. Ele conseguiu cinco pódios e 158 pontos em 15 corridas e conquistou o segundo lugar na classificação geral, perdendo apenas para o experiente Arthur Leclerc, ao mesmo tempo em que Martí ganhou a taça de melhor estreante.
Durante a pré-temporada de 2023, Martí participou do Campeonato de Fórmula Regional do Oriente Médio de 2023 com a equipe Pinnacle Van Amersfoort Racing, com Tasanapol Inthraphuvasak e Niels Koolen sendo seus companheiros em tempo integral. O catalão faltou apenas à terceira rodada, pontuou em 9 das 12 corridas que participou e venceu duas vezes, ficando em sétimo lugar e somando 79 pontos, um a mais do que Nikita Bedrin, o oitavo colocado.

### Fórmula 3

#### 2022

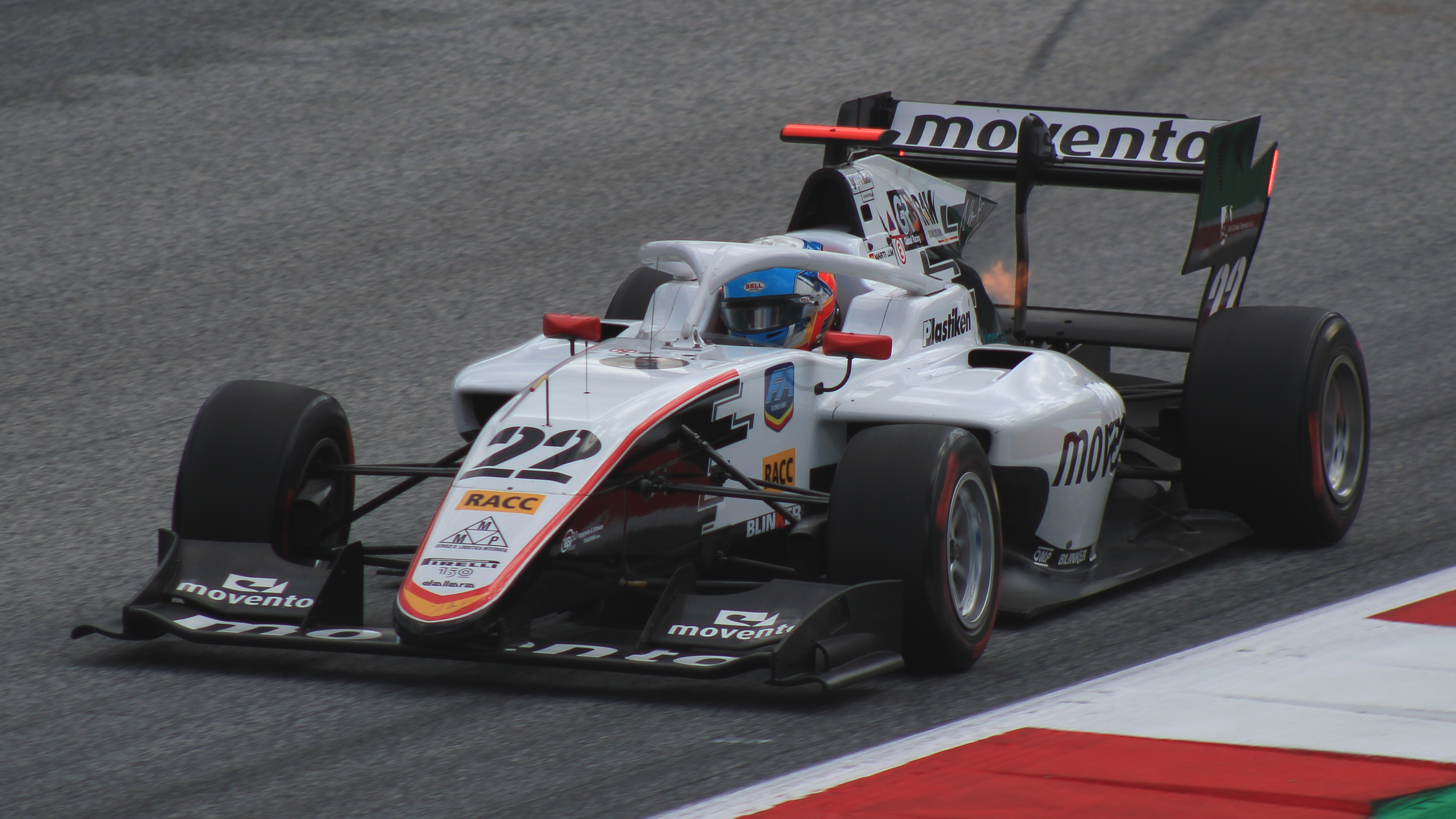
Martín pista de Spielberg em 2022

Em novembro de 2021, Martí participou do teste de pós-temporada do Campeonato de Fórmula 3 da FIA, pilotando para a equipe Campos Racing. Em 26 de janeiro de 2022, foi anunciado que o piloto havia sido contratado pela equipe Campos para a disputa da temporada de 2022 da categoria. Porém, Martí teve uma temporada decepcionante, com ele marcando seus primeiros pontos na última rodada em Monza na corrida curta, onde terminou em nono. Ele terminou a temporada em 26º na classificação geral, com dois pontos, à frente do companheiro de equipe Hunter Yeany, mas longe do outro companheiro de equipe e compatriota David Vidales.

#### 2023

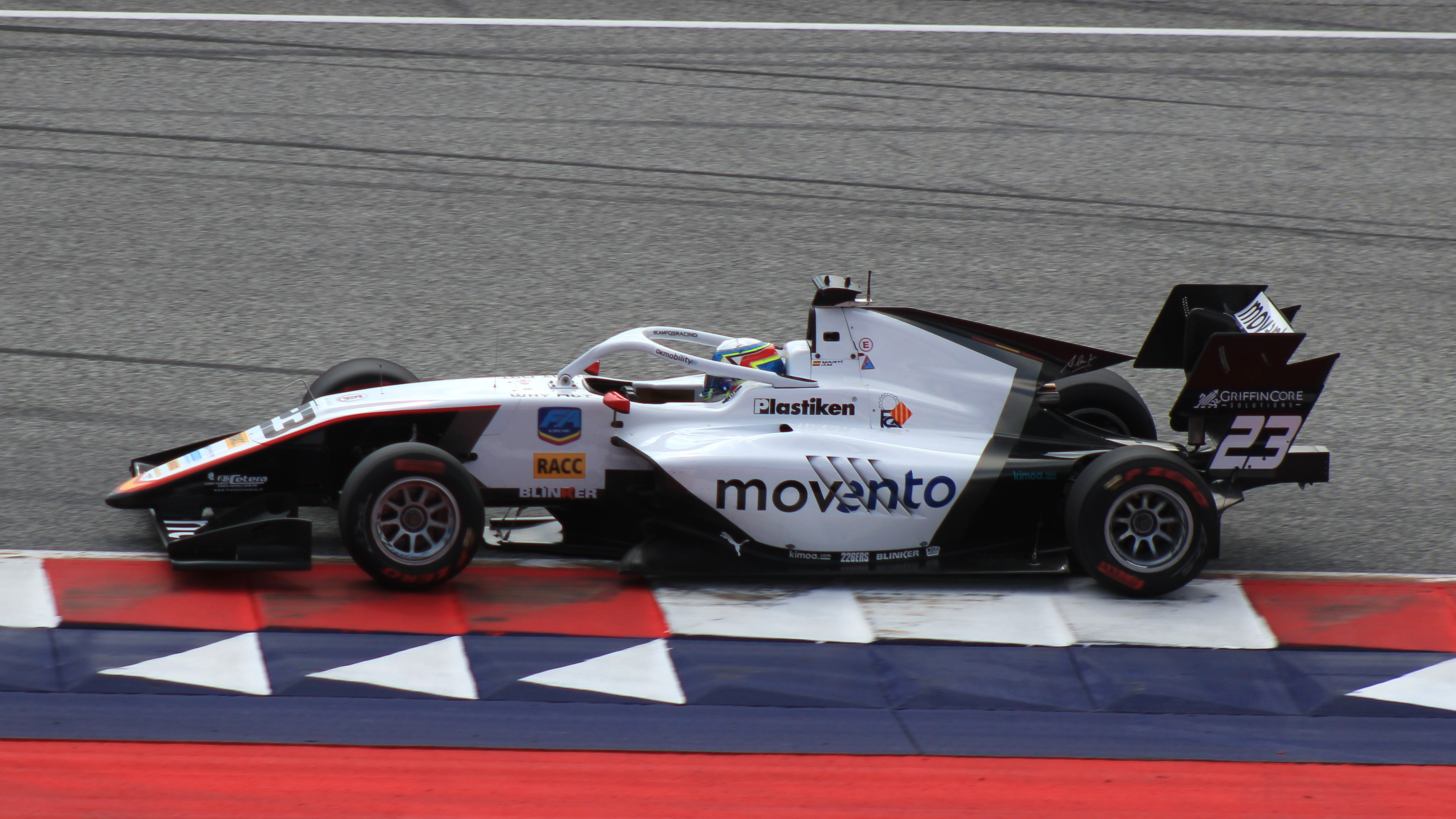
Martí no carro nº 23 da Campos na etapa da Áustria da F3 em 2023

No final da temporada de 2022, Martí participou do teste de pós-temporada e permaneceu com a Campos, pela qual também disputou a temporada da Fórmula 3 de 2023. Nesse ano, seus companheiros foram os australianos Christian Mansell e Hugh Barter. Martí venceu já na corrida que abriu a temporada, no Barém, voltando a triunfar na corrida curta de Mônaco e na corrida longa da Catalunha. Martí foi o segundo maior vencedor da F3 em 2023, com apenas Zak O'Sullivan tendo mais vitórias do que ele. Mas o catalão só teve quatro pódios em toda a temporada, e ainda teve um duplo abandono na rodada de Monza, ficando na quinta colocação com 105 pontos, cinco a menos do que o quarto colocado Franco Colapinto.

### Fórmula 2

#### 2024

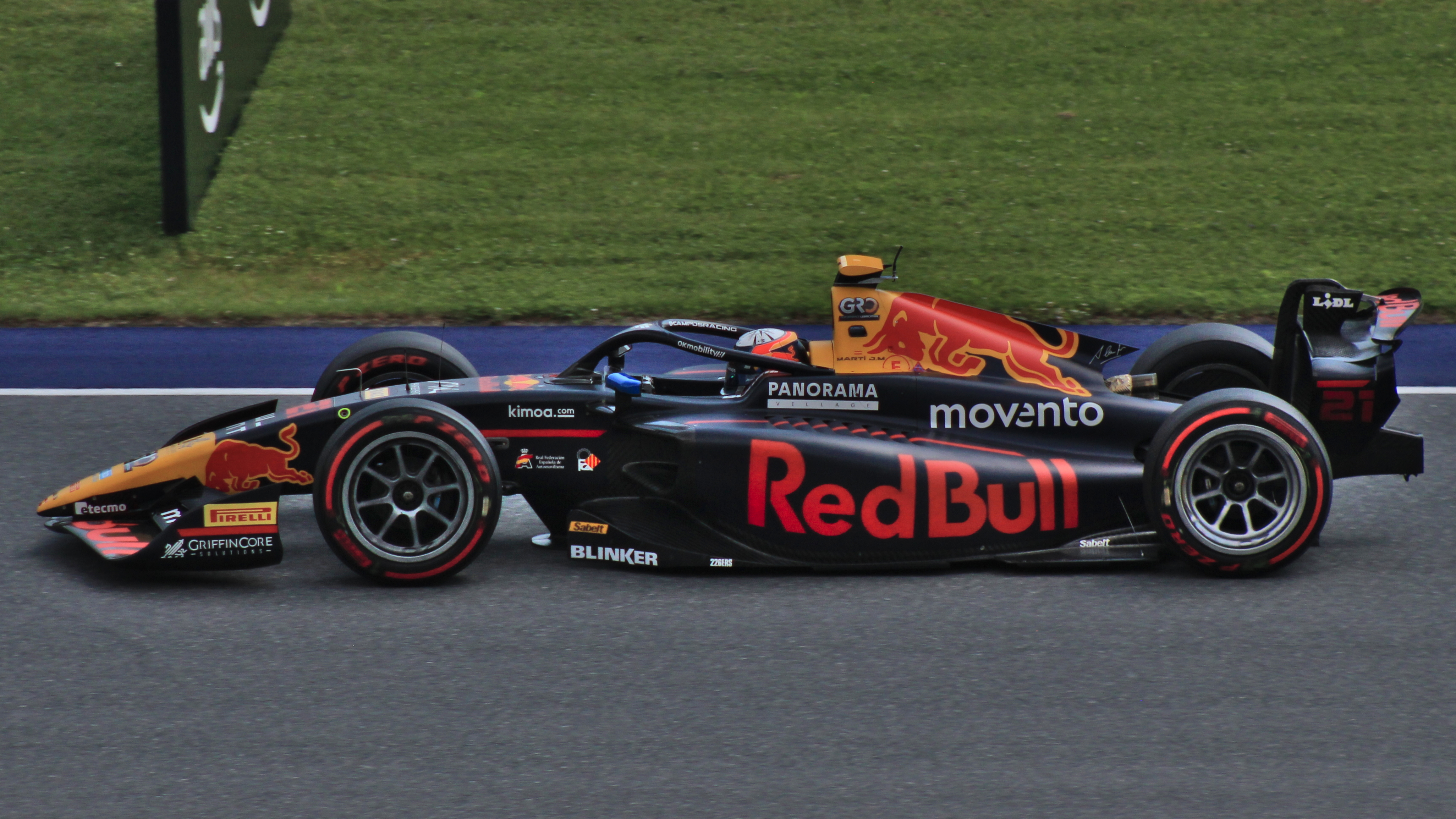
Marti no Red Bull Ring em 2024

Martí se mudou para a Fórmula 2 para a disputa da temporada de 2024, continuando sua colaboração com a equipe Campos Racing, competindo ao lado de seu colega de Red Bull Junior Team, Isack Hadjar. Fez dois pódios na rodada inicial, mas sofreu com as instabilidades de seu carro e com as colisões, pontuando em dez das 28 provas da temporada e abandonando nove. Mesmo assim, Martí conseguiu ter quatro pódios, com o último deles sendo sua primeira e única vitória da temporada, na sprint de Abu Dhabi. O catalão encerrou 2024 com 62 pontos, sendo o 14º colocado e superando Enzo Fittipaldi, que saiu da F2 antes da última rodada, por um ponto. Mas no duelo interno da Campos, Martí ficou bem atrás de Hadjar, vice-campeão que fez três vezes mais pontos que o espanhol.

#### 2025
Martí continuou com a Campos Racing para a disputa da temporada de 2025, sendo este o quinto ano consecutivo do catalão na equipe espanhola. Seu novo companheiro é o britânico Arvid Lindblad, também membro da Red Bull Junior Team.

### Fórmula 1
Em setembro de 2022, foi anunciado que Martí se juntou à equipe de gestão do bicampeão de Fórmula 1 Fernando Alonso. E, em agosto de 2023, foi anunciado que Martí havia se juntado ao programa de jovens pilotos da Red Bull, o Red Bull Junior Team.

## Resultados

### Resumo da carreira
| Temporada | Categoria                              | Equipe              | Corridas | Vitórias | Poles | V.M.R. | Pódios | Pontos | Pos. |
| --------- | -------------------------------------- | ------------------- | -------- | -------- | ----- | ------ | ------ | ------ | ---- |
| 2021      | Fórmula 4 dos Emirados Árabes          | Xcel Motorsport     | 19       | 1        | 1     | 0      | 4      | 135    | 7º   |
| 2021      | Fórmula 4 Espanhola                    | Campos Racing       | 21       | 2        | 3     | 4      | 9      | 196    | 3º   |
| 2022      | Fórmula Regional Asiática              | Pinnacle Motorsport | 15       | 0        | 0     | 2      | 5      | 158    | 2º   |
| 2022      | Fórmula 3                              | Campos Racing       | 18       | 0        | 0     | 0      | 0      | 2      | 26º  |
| 2022      | Masters Endurance Legends - Protótipos | Duqueine            | 2        | 2        | 2     | 2      | 2      | 15     | 20º  |
| 2023      | Fórmula Regional do Oriente Médio      | Pinnacle VAR        | 12       | 2        | 0     | 0      | 2      | 79     | 7º   |
| 2023      | Fórmula 3                              | Campos Racing       | 18       | 3        | 2     | 2      | 4      | 105    | 5º   |
| 2023      | Grande Prêmio de Macau                 | Campos Racing       | 1        | 0        | 0     | 0      | 0      | N/D    | 5º   |
| 2024      | Fórmula 2                              | Campos Racing       | 28       | 1        | 0     | 2      | 4      | 62     | 14º  |
| 2025      | Fórmula 2                              | Campos Racing       | 0        | 0        | 0     | 0      | 0      | 0      | ?*   |

* Temporada ainda em andamento.